# Sebastian Koch

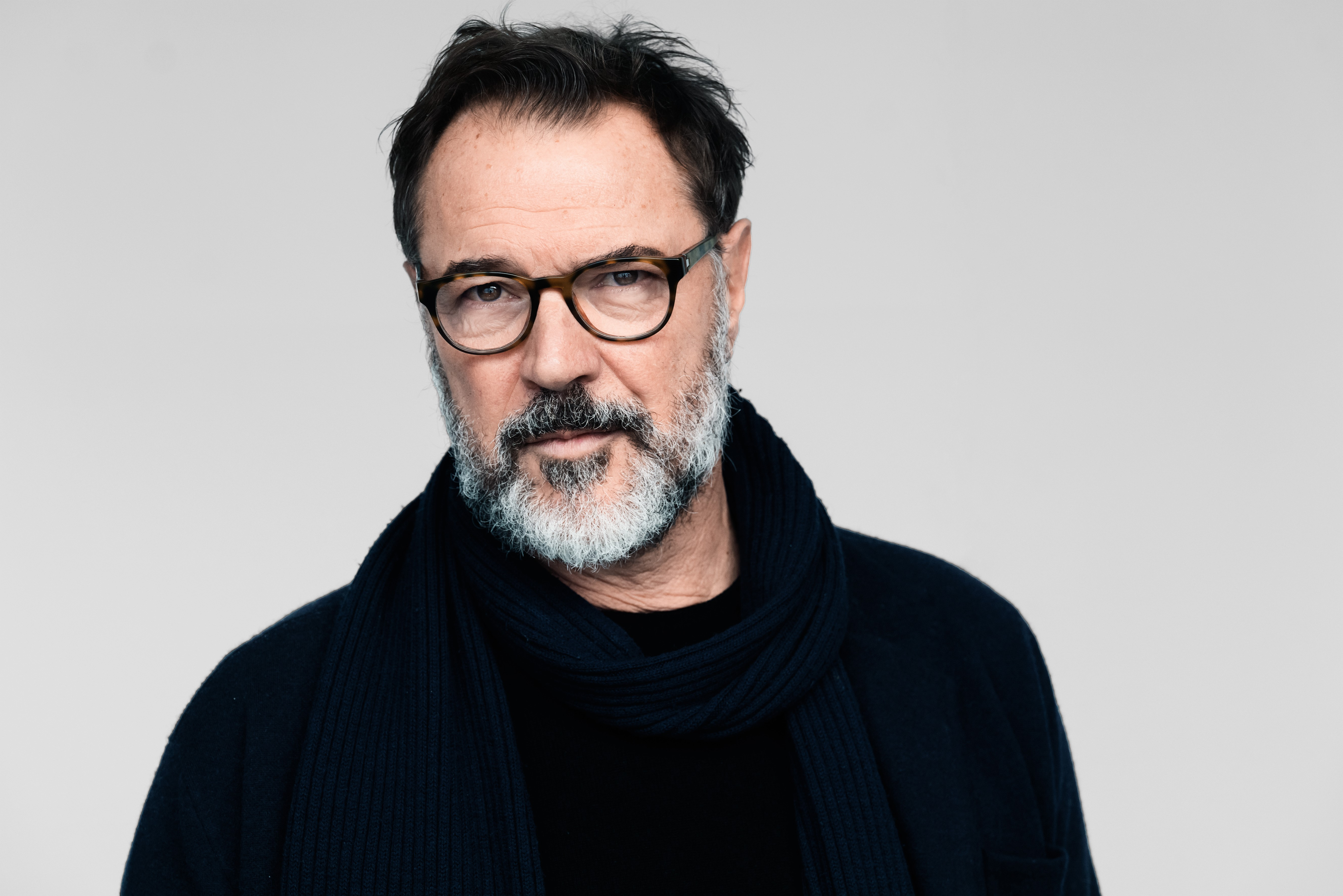
Sebastian Koch (2024)

Sebastian Andreas Koch (* 31. Mai 1962 in Karlsruhe) ist ein deutscher Schauspieler.

## Kindheit und Jugend
Sebastian Koch verbrachte seine Kindheit und Jugend bei seiner Mutter Margret Koch in Stuttgart, wo er zunächst in einem Kinderheim auf der Gänsheide aufwuchs, in dem seine Mutter als Hauswirtschaftsleiterin arbeitete. Später folgte der Umzug nach Obertürkheim. Das Abitur machte Koch am Wirtschaftsgymnasium in Stuttgart-Ost. Er sei „sehr protestantisch, methodistisch aufgewachsen“, erzählte er in einem Interview. Ursprünglich wollte er Musiker werden, aber die Inszenierungen des Stuttgarter Schauspieldirektors Claus Peymann brachten ihn Ende der 1970er Jahre dazu, die Schauspieler-Laufbahn einzuschlagen.

## Karriere

### Theater
Koch absolvierte seine Ausbildung von 1982 bis 1985 an der Otto-Falckenberg-Schule in München.  Neben der filmischen Arbeit hat er seine Rollenvielfalt auf der Theaterbühne gezeigt. So kam Koch über die Städtischen Bühnen Ulm und das Staatstheater Darmstadt 1990 an die Staatlichen Bühnen Berlin. Am Schauspielhaus Darmstadt spielte er u. a. Peer Gynt sowie Leonce in Leonce und Lena, am Schillertheater Berlin u. a. den Roller in Die Räuber sowie Orest in Iphigenie auf Tauris, einige Jahre später dann am Schauspielhaus Bochum den Lord Goring in Ein idealer Gatte, unter der Regie von Armin Holz.

### Film und Fernsehen

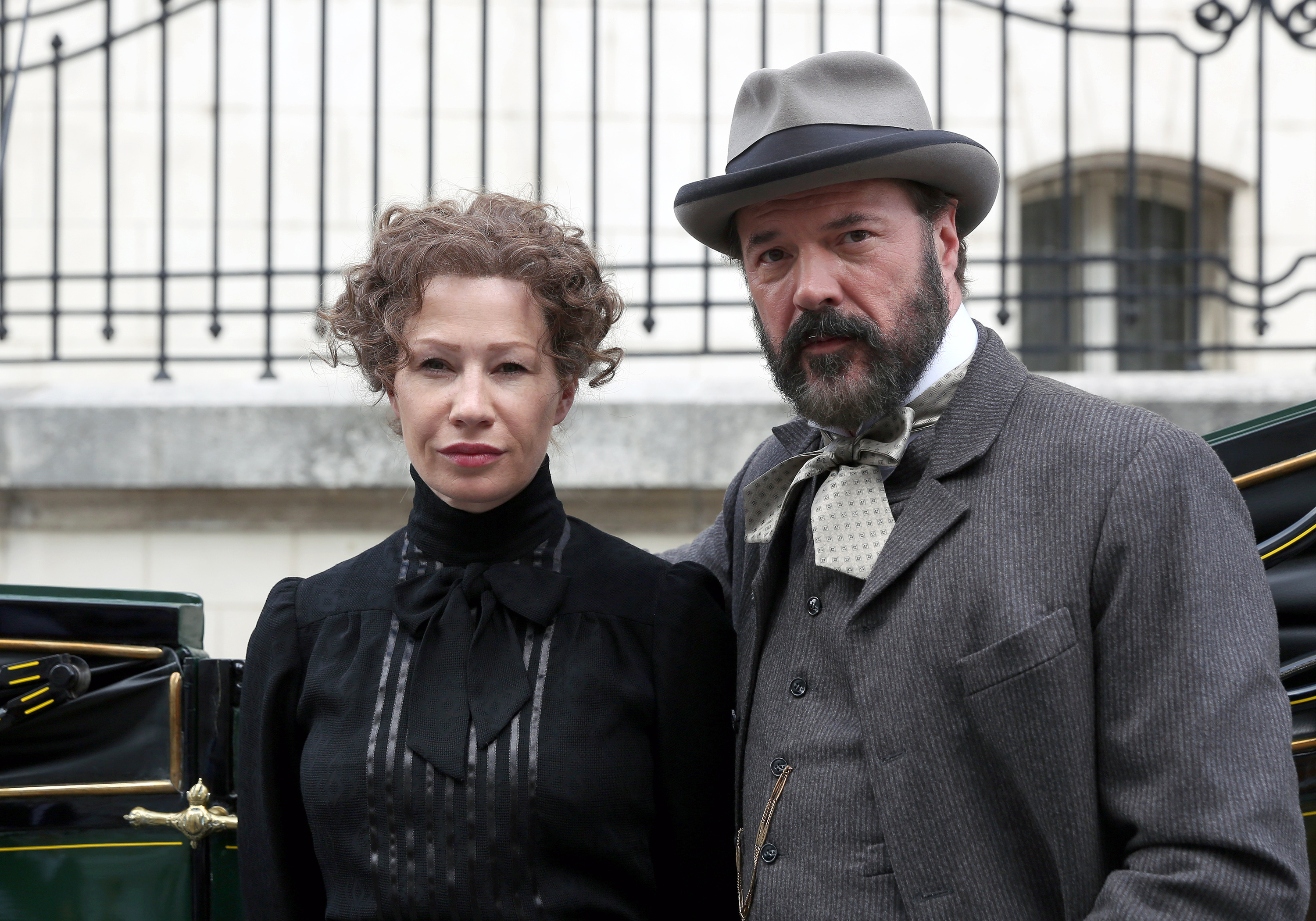
Koch bei Dreharbeiten mit Birgit Minichmayr in Wien 2014

1980 hatte Sebastian Koch seinen ersten Fernsehauftritt in Folge 77 der Reihe Derrick (Dem Mörder eine Kerze), gefolgt von einer Tatort-Episode (Die Macht des Schicksals) 1986, in der er an der Seite von Kommissar Helmut Fischer spielte. Zahlreiche Krimis und Thriller wie Der Mann mit der Maske und Die brennende Schnecke folgten, bis er 1997 Andreas Baader in Heinrich Breloers Zweiteiler Todesspiel spielte.
2002 gewann Koch für die Titelrolle in Der Tanz mit dem Teufel – Die Entführung des Richard Oetker und für seine Schauspielleistung als Klaus Mann in der Familiengeschichte Die Manns jeweils den Adolf-Grimme-Preis. Der Dreiteiler wurde 2002 außerdem mit dem Deutschen Fernsehpreis zum „Fernsehereignis des Jahres“ gekürt. Zudem erhielt Koch dafür den Bayerischen Fernsehpreis. Erste internationale Produktionen wie das Historiendrama Napoléon, in dem Koch an der Seite von Gérard Depardieu, John Malkovich und Isabella Rossellini spielte, verschafften ihm eine größere Aufmerksamkeit. In Marie und Freud war er Rodolphe Löwenstein, der jugendliche Liebhaber von Catherine Deneuve.
In seinen Filmen spielt Koch häufig historisch bedeutende Persönlichkeiten, darunter in Constantin Costa-Gavras Hochhuth-Adaption Amen (Der Stellvertreter) Rudolf Höss, in dem Event-2-Teiler Der Tunnel (Roland Suso Richter) über den Bau eines Fluchttunnels unter der Berliner Mauer kurz nach deren Bau 1961 und im Geschichtsdrama um den Aufstand des 17. Juni 1953 Zwei Tage Hoffnung von Peter Keglevic. Sebastian Koch war Stauffenberg (2004 von Jo Baier inszeniert und ausgezeichnet mit dem Deutschen Fernsehpreis). In Heinrich Breloers 3-Teiler Speer und Er – nach Todesspiel und Die Manns die dritte Zusammenarbeit mit dem Regisseur – erhielt er für seine Darstellung des Albert Speer den Deutschen Fernsehpreis.
2006 wirkte Koch in Florian Henckel von Donnersmarcks Stasi-Drama Das Leben der Anderen mit. Er spielte darin den Dramatiker Georg Dreyman, der in der DDR mit seiner Lebensgefährtin ein Leben als Dissident führt und dabei überwacht und bespitzelt wird. Dieser Film wurde 2007 mit dem Oscar ausgezeichnet und hat außerdem den BAFTA-Award, den César, den Deutschen und den Europäischen Filmpreis gewonnen. Koch wurde für seine Leistung in Das Leben der Anderen vielfach nominiert und ist Preisträger des Globo d’oro als „Bester Europäischer Schauspieler“, der Quadriga und des Bambi. Ebenfalls 2006 wurde Paul Verhoevens Black Book (Zwartboek) verfilmt. Koch spielt einen Nazi-Offizier im besetzten Holland, der sich in eine jüdische Widerstandskämpferin (Carice van Houten) verliebt. Black Book feierte Premiere bei den Internationalen Filmfestspielen von Venedig und auf dem Toronto International Film Festival.
Nach der Produktion von In jeder Sekunde (2007/2008) stand Koch von Mai bis Juli 2008 in der internationalen Tele München-Coproduktion von Jack Londons Abenteuerklassiker Der Seewolf in der Titelrolle vor der Kamera. Darin verkörpert er den einsamen Despoten Wolf Larsen auf See zwischen brutaler Härte und sehnsuchtsvoller Romantik. Die Dreharbeiten zu diesem in englischer Sprache gedrehten TV-Zweiteiler nach dem Drehbuch von Nigel Williams unter der Regie des Briten Mike Barker fanden in Halifax, Canada, statt. Der Zweiteiler gewann den Preis der Directors Guild of Canada, und 2010 wurde Sebastian Koch für seine Rolle für den International Emmy Award nominiert. Ebenfalls 2008 wurde in der Schweiz der Kinofilm Manipulation gedreht (nach dem Roman Das Verhör des Harry Wind von Walter Matthias Diggelmann) mit Koch und Klaus Maria Brandauer in den Hauptrollen.
Im Jahr 2010 spielte Koch die männliche Hauptrolle in der englischen Independent-Tragikomödie Albatross unter der Regie von Niall MacCormick. Des Weiteren war er als Prof. Bressler im Film Unknown Identity (mit Liam Neeson und Diane Kruger) unter der Regie von Jaume Collet-Serra zu sehen. In der englischsprachigen TV-Serie Camelot der irischen RT Film Productions übernahm er im Sommer 2010 die Gastrolle von King Uther (neben Eva Green und Joseph Fiennes). Im Herbst 2010 folgte die UFA-Produktion Bella Block – Stich ins Herz unter der Regie von Stephan Wagner in der Rolle des Max Klöckner. Als Moderator und Sprecher präsentierte Koch ebenfalls 2010 in der ZDF-Doku-Reihe Terra X in drei Folgen mit dem Titel Superbauten den Kölner Dom, das Schloss Neuschwanstein sowie die Frauenkirche in Dresden.
2011 spielte Koch in der tschechischen Produktion In the Shadow of the Horse (Ve Stínu) die Hauptrolle des Ermittlers Zenk, der sich im kommunistischen Prag der 1950er Jahre gegen einen persönlichen Rivalen sowie das Regime durchsetzen muss. In der deutschen Filmproduktion Das Wochenende, einer Bernhard-Schlink-Romanadaption, porträtierte er 2012 einen nach 20 Jahren Haftstrafe begnadigten RAF-Terroristen (Jens Kessler) und dessen Begegnung mit den alten Gefährten. Im selben Jahr begannen die Dreharbeiten zu God Loves Caviar – eine griechisch-russische Historienverfilmung, in der Koch den griechischen Nationalhelden Ioannis Varvakis verkörpert, der vom ehemaligen Piraten zu einem international hochangesehenen Kaviar-Millionär und Philanthropen aufstieg. Als Varvakis’ Gegenspieler agieren Catherine Deneuve als Katharina die Zweite von Russland und John Cleese als Offizier McCormick. Es folgte die Arbeit an dem Psychothriller Suspension of Disbelief, den Mike Figgis mit Koch in der Hauptrolle inszenierte. Anschließend übernahm er den Antagonisten im 5. Teil des Action-Klassikers Stirb langsam (erschienen als Stirb langsam – Ein guter Tag zum Sterben) mit Bruce Willis.
Mit Ridley Scott (Regie und Produktion) begann 2013 die Arbeit an The Vatican, den Pilotfilm für eine von Showtime geplante Serie, in der es um Intrigen um den Papst, Mysterien und Geheimnisse in der katholischen Kirche geht. Koch verkörpert hier den Vatikansekretär Kardinal Marco Malerba, der im Innersten des Vatikans einer der wahren Machthaber ist. In Eine Liebe für den Frieden – Bertha von Suttner und Alfred Nobel, einer österreichischen Produktion für das deutsche und österreichische Fernsehen, spielte er 2014 Alfred Nobel.
Im Jahr 2015 drehte er mit Steven Spielberg den Film Bridge of Spies. Erzählt wird die Vermittlung des ersten Agentenaustausches zwischen Ost und West im Kalten Krieg durch den Versicherungsanwalt Donovan (gespielt von Tom Hanks). Der Ostberliner Anwalt Vogel (Sebastian Koch) ist wesentlicher Konstrukteur dieses Vorhabens. Bridge of Spies feierte während des New York Film Festival Premiere und wurde für den Oscar als bester Film nominiert. Eine weitere Oscarnominierung für den besten Film erlangte The Danish Girl von Academy-Award-Preisträger Tom Hooper (The King’s Speech) über die erste Geschlechtsangleichende Operation überhaupt. Koch verkörpert neben Eddie Redmayne und Alicia Vikander den Arzt Dr. Warnekros, der diese Operation als einer der ersten durchführt. 2015 erschien auch die fünfte Staffel der Showtime-Serie Homeland um die bi-polare Agentin Carrie Mathison (Claire Danes). Carrie arbeitet nach ihrem Weggang von der CIA nun als Security für den deutschen Unternehmer und Wohltäter Otto Düring, gespielt von Koch.
In der 2016 erschienenen französischen Kino-Produktion nach einer wahren Begebenheit Au nom de ma fille verkörpert Koch den deutschen Arzt Dieter Krombach, der von einem Franzosen (Daniel Auteuil) beschuldigt wird, seine Tochter ermordet zu haben. Der Film spielt in den 1980er Jahren, und der Fall schlägt bis heute hohe Wellen in der internationalen Presse. Für das deutsche Kino drehte Koch anschließend Nebel im August (Regie: Kai Wessel). Es geht um Euthanasie in der NS-Zeit und den vermeintlich wissenschaftlichen Umgang eines Arztes damit.
2016 drehte er wieder mit dem Regisseur Florian Henckel von Donnersmarck den 2018 veröffentlichten Film Werk ohne Autor, produziert von Wiedemann & Berg und Walt Disney. Thema des Dramas ist das Leben eines Künstlers, angelehnt an die Biografie von Gerhard Richter. In den Hauptrollen spielen Koch, Tom Schilling, Paula Beer, Saskia Rosendahl, Oliver Masucci und Ina Weisse. Werk ohne Autor wurde als deutscher Beitrag für die Oscarverleihung 2019 eingereicht und schließlich von der Academy of Motion Picture Arts and Sciences in den Kategorien „Bester fremdsprachiger Film“ und „Beste Kamera“ nominiert. In der Kategorie „Bester Schauspieler national“ gewann er 2018 den Bambi.
2020 war Koch in der deutsch-kanadischen Fernsehserie Schatten der Mörder – Shadowplay von Måns Mårlind zu sehen. In der Thrillerserie Euer Ehren, einer deutsch-österreichischen Adaption der israelischen Erfolgsserie Kvodo, die 2022 ausgestrahlt wurde, verkörpert er einen angesehenen Richter, der aus Liebe zu seinem Sohn und aus Sorge um dessen Leben gegen seine moralischen Grundsätze verstößt und mit Recht und Gesetz bricht. Zuletzt übernahm er die Rolle von Prinz Claus von Amsberg, Ehemann der niederländischen Königin Beatrix, in der Serie Máxima, die erste Staffel ist 2024 in RTL+ und 2025 in ZDF Neo erschienen. Aktuell wird die 2. Staffel gedreht. 2024 drehte Koch mit dem preisgekrönten israelische Regisseur Hagai Levi die TV-Serie ETTY. Es geht um die in Auschwitz ermordete jüdische Intellektuelle Etty Hillesum. Eine junge, unabhängige Frau, die in den Nazi-besetzten Niederlanden der 1940er-Jahre und in ihrer vom Krieg bedrohten Existenz psychotherapeutische Hilfe sucht. Koch spielt dabei den charismatischen Psychoanalytiker Julius Spier.
2021 wurde Koch beim Braunschweig International Film Festival für sein Lebenswerk ausgezeichnet und erhielt den mit 20.000 Euro dotierten Schauspielpreis „Die Europa“.
Sebastian Koch ist Mitglied der Deutschen und der Europäischen Filmakademie. 2019 erhielt er eine Einladung zur Mitgliedschaft in der Academy of Motion Picture Arts and Sciences, die den Oscar verleiht.
Neben seinem schauspielerischen Schaffen wirkt er in regelmäßigen Abständen an symphonisch-szenischen Lesungen mit, darunter Paradies mit dem Violinisten Daniel Hope, Traumnovelle mit dem Hubert Nuss Jazzquartett und Die Kreutzersonate nach Leo Tolstoi die Koch dramaturgisch bearbeitet und als Bühnenstück mit Piano und Violine konzipiert hat.

### Hörbücher
Koch wirkt als Erzähler vieler literarischer und musikalisch-literarischer Hörbücher und entsprechender Live-Aufführungen mit (so liest er u. a. in Schumann – Szenen einer Ehe gemeinsam mit Martina Gedeck den Briefwechsel zwischen Clara und Robert Schumann). Begleitet von dem argentinischen Bandoneon Virtuosen Roberto Russo liest er Auszüge aus Der Spieler nach Fjodor M. Dostojewski. Beim Literatur- und Poesiefestival 2011 in Bad Homburg fand die Premiere der Lesung Traumnovelle von Arthur Schnitzler statt – musikalisch begleitet mit eigens für die Lesung komponierten Jazzeinlagen vom Jazz-Trio Hubert Nuss und Uli Beckerhoff. Daraus entwickelte sich eine Lesereihe, die immer wieder aufgenommen wird.
2012 hat er gemeinsam mit Cherbuliez Productions das Hörbuch Koch liest Heuss mit Reden und Briefen von Theodor Heuss produziert. Bereits zum 2. Mal lieh Koch seine Stimme der bekannten Hörbuch Edition Brigitte – Starke Stimmen. Nachdem er 2007 den Roman Ein perfekter Freund (Martin Suter) interpretierte, folgte der Stuttgart-Krimi Am zwölften Tag (Wolfgang Schorlau). Die Edition wurde im Oktober 2014 veröffentlicht.

## Persönliches
Sebastian Koch lebt in Berlin. Er war zwischen 2001 und 2005 mit der Schauspielerin Anna Schudt und von 2005 bis 2009 mit der Schauspielerin Carice van Houten liiert. Er hat eine Tochter (Paulina) und einen Sohn (Jacob).

## Filmografie (Auswahl)
- 1986:
  - Reschkes großer Dreh (TV)
- 1987:
  - Tatort – Die Macht des Schicksals (TV)
  - Der Alte – (Folge 124: Kein gutes Ende)
- 1988:
  - Der Liebe auf der Spur (TV)
- 1990:
  - Ein Fall für zwei: Der zweite Mann
  - Der Fahnder (TV)
- 1991:
  - Transit
  - Der Tod kam als Freund (TV)
- 1992:
  - Cosimas Lexikon
- 1993:
  - Ein Fall für zwei – Eine seltsame Zeugin (TV)
  - Ein unmöglicher Lehrer (TV)
  - Hecht & Haie (TV)
  - Im Himmel hört dich niemand weinen
  - Das Sahara-Projekt (TV)
- 1994:
  - Der Mann mit der Maske (TV)
  - Ein starkes Team (TV)
  - Wolffs Revier (TV)
  - Derrick – Abendessen mit Bruno (TV)
  - Freundinnen (TV)
  - Ein starkes Team – Gemischtes Doppel (TV)
  - Rosa Roth – In Liebe und Tod (TV)
- 1995:
  - Flirt
  - Hart aber herzlich – Max’ Vermächtnis (TV)
  - Schrecklicher Verdacht (TV)
  - Blutige Spur (TV)
  - Alles außer Mord – Das Kuckucksei (TV)
- 1996:
  - Die brennende Schnecke (TV)
  - Ein fast perfekter Seitensprung
  - Zwei vom gleichen Schlag (TV)
  - Fähre in den Tod (TV)
  - Die Nacht hat 17 Stunden (TV)
  - Die Männer vom K3 – Kurz nach Mitternacht (TV)
  - Die Elsässer (TV-Mehrteiler)
  - Der Mörder und die Hure (TV)
  - Ärzte: Schattenzone (TV)
- 1997:
  - Woanders scheint nachts die Sonne (TV)
  - Todesspiel (TV)
  - Bella Block: Geldgier (TV)
  - Ende einer Leidenschaft (TV)
  - Gewagtes Spiel (TV)
  - Hilfe, meine Frau heiratet (TV)
  - Hollister (TV)
  - Schimanski – Hart am Limit (TV)
  - Tödlicher Duft (TV)
  - High (short)
- 1998:
  - Koerbers Akte: Rollenspiel (TV)
  - Der Rosenmörder (TV)
- 1999:
  - Ein Lied von Liebe und Tod – Gloomy Sunday
  - Schwarzes Blut (TV)
  - Die Rache der Carola Waas (TV)
  - Anwalt Abel – Die Mörderfalle (TV)
  - Das Tal der Schatten (TV)
  - Der Mörder meiner Mutter (TV)
  - Du gehörst mir! (TV)
  - L'histoire du samedi (TV)
  - Maître da costa (TV)
- 2000:
  - Die Rückkehr des schwarzen Buddha (TV)
- 2001:
  - Der Tanz mit dem Teufel – Die Entführung des Richard Oetker(TV)
  - Der Tunnel (TV)
  - Die Manns – Ein Jahrhundertroman (TV)
  - Nanà (TV)
- 2002:
  - Der Stellvertreter (Amen.)
  - Napoléon (TV-Mehrteiler)
  - Tauerngold (TV)
  - Kollaps
- 2003:
  - Das fliegende Klassenzimmer
  - Zwei Tage Hoffnung (TV)
  - Der letzte Zeuge (TV)
- 2004:
  - Marie und Freud (TV)
  - Stauffenberg (TV)
  - Tödlicher Umweg
  - Remember (short)
- 2005:
  - Speer und Er (TV)
  - Sperling und die Katze in der Falle (TV)
- 2006:
  - Black Book (Zwartboek)
  - Das Leben der Anderen
  - Die Muschelsucher (TV)
- 2007:
  - Rennschwein Rudi Rüssel 2
  - Auf dem Vulkan (TV)
- 2008:
  - In jeder Sekunde
- 2009:
  - Effi Briest
  - Der Seewolf (Sea Wolf; TV)
- 2011:
  - Manipulation
  - Camelot (TV)
  - Bella Block – Stich ins Herz (TV)
  - Unknown Identity
  - Terra X Superbauten (TV)
  - Albatross
- 2012:
  - Das Wochenende
  - In the Shadow (Ve stínu)
  - Gott liebt Kaviar (O Theós agapáei to chaviári)
  - Gefährliche Begierde (Suspension of Disbelief)
- 2013:
  - Stirb langsam – Ein guter Tag zum Sterben (A Good Day to Die Hard)
  - The Vatican
  - Oktober November
  - Die Galapagos-Affäre – Satan kam nach Eden
- 2014:
  - Eine Liebe für den Frieden – Bertha von Suttner und Alfred Nobel (TV)
- 2015:
  - The Danish Girl
  - Bridge of Spies – Der Unterhändler (Bridge of Spies)
  - Homeland (TV, 10 Episoden)
- 2016:
  - Take Down – Die Todesinsel (Take Down)
  - Nebel im August
  - Im Namen meiner Tochter – Der Fall Kalinka (Au nom de ma fille)
- 2017:
  - Homeland (Episode 6x01)
- 2018:
  - Werk ohne Autor
  - Die Geiselnahme (Bel Canto)
- 2019:
  - Der Name der Rose
- 2020:
  - Schatten der Mörder – Shadowplay (Fernsehserie)
- 2021:
  - Der Karneval der Tiere – Ein Musikstück erzählt (TV, Sprecher)
- 2022:
  - Euer Ehren
- 2024
  - Máxima (Fernsehserie) - Staffel 1
- 2024 
  - ETTY (TV-Serie)
- 2025 
  - Máxima (Fernsehserie) - Staffel 2

## Theater (Auszüge)
- 1986–1990: Schauspielhaus Darmstadt
  - Maria Magdalena von Friedrich Hebbel, Rolle: Leonhard, Regie: Hannelore Hoger
  - Liebelei von Arthur Schnitzler, Rolle: Fritz, Regie: Elke Lang
  - Leonce und Lena von Georg Büchner, Rolle: Leonce, Regie: Jens Pesel
  - Frühlings Erwachen von Frank Wedekind, Rolle: Melchior Gabor, Regie: Ansgar Haag
  - Sommergäste von Maxim Gorki, Rolle: Wlas, Regie: Eike Grammss
  - Peer Gynt von Henrik Ibsen, Rolle: Peer Gynt, Regie: Jens Pesel
  - Blind Date von Mark Horowitz, Rolle: George, Regie: Götz Burger
- 1990–1993: Staatliche Bühnen Berlin
  - Die Räuber von Friedrich Schiller, Regie: Alexander Lang
  - Iphigenie Johann Wolfgang von Goethe Rolle: Orest, Regie: Alexander Lang
  - Dirty Dishes von Nick Whitby, Rolle: Charly / James, Regie: Katja Paryla
  - Whistle in the Dark von Tom Murphy, Rolle: Harry, Regie:Peer Martiny
  - Held des Tages von Alan Ayckbourn, Rolle: Ashley, Regie: Niels-Peter Rudolph
- 2006: Schauspielhaus Bochum
  - Ein idealer Gatte von Oscar Wilde, Rolle: Lord Goring, Regie: Armin Holz

## Diskografie/Hörbücher
- 2001: Der Tunnel von Johannes W. Betz, mit Sebastian Koch, Alexandra Maria Lara u. a., Bücher zum Hören
- 2002: Ein perfekter Freund von Martin Suter, Hörbuch Hamburg (2007 auch in der Brigitte Hörbuch-Edition Starke Stimmen. Die Männer, Random House Audio)
- 2003: Überall ist Wunderland, Gedichte von Joachim Ringelnatz, gelesen von Sebastian Koch, Hannelore Elsner, Otto Sander u. a., Verlag Kreuz
- 2005: Böse Nacht-Geschichten. Mords Kerle. Lesungen mit Musik, gelesen von Sebastian Koch, Axel Milberg, Bela B., Steffen Wink u. a., DHV der Hörverlag
- 2006:
  - Robert und Clara Schumann. Songs and Letters, ausgewählte Briefe gelesen von Sebastian Koch und Martina Gedeck. Myrten Op. 25: Diana Demrau (Sopran), Iván Paley (Tenor), S.M. Lademann (Klavier). Telos Music, Solo Musica
  - Traumnovelle von Arthur Schnitzler, SZ Bibliothek der Erzähler
  - Andenken von Lars Brandt, Hörbuch Hamburg
  - Ich liebe dich. Prominente Stimmen lesen Liebeslyrik großer Dichter. Gelesen von Sebastian Koch, Monica Bleibtreu, Eva Mattes, Konstantin Wecker u. a., Hörbuch Hamburg
- 2007:
  - Die Schwarze Dame von Stephen L. Carter, Hörbuch Hamburg
  - Sebastian Koch liest Casanova. Bellino von Giacomo Casanova, Langen Müller
  - Ein Schmatz vom Ringelnatz: Gedichte von Joachim Ringelnatz, gelesen von Sebastian Koch, Hannelore Elsner u. a., Verlag Kreuz (2012 auch bei Herder)
- 2009:
  - Der Seewolf von Jack London, Random House Audio
  - Effi Briest. Original-Hörspiel zum Film, von Regina Carstensen nach dem Drehbuch von Volker Einrauch, Regie: Hermine Huntgeburth, Hörbuch Hamburg
- 2011: Festspiel der deutschen Sprache 5. Kabale und Liebe von Friedrich Schiller. Eine szenische Lesung. Mitschnitt der Aufführung am 10. September 2010 im Goethe-Theater Bad Lauchstädt, mit Sebastian Koch, Edda Moser u. a., Lübbe Audio
- 2012: Sebastian Koch liest aus Briefen und Reden von Theodor Heuss. Cherbuliez Productions, Gauting-Buchendorf, ISBN 978-3-9814774-1-2. 110 min, 2 CD.
- 2014:
  - Am zwölften Tag von Wolfgang Schorlau, Brigitte Hörbuch-Edition: Die Krimis – Gefährlich nah, Random House Audio
  - Letters of Note – Briefe, die die Welt bedeuten, gelesen von Sebastian Koch, Iris Berben u. a., Random House Audio
- 2015: Das Fest der Bedeutungslosigkeit von Milan Kundera, DHV der Hörverlag
- 2016:
  - Suchers Leidenschaften: Heinrich Heine. Eine Einführung in Leben und Werk von C. Bernd Sucher, gelesen von Sebastian Koch und C. Bernd Sucher, Argon Verlag
  - Und lauscht hinaus den weißen Wegen. Weihnachten mit Sebastian Koch von div., Der Audio Verlag
- 2020: Ferdinand der Stier von Munro Leaf und Der Löwe auf dem Dachboden von Ute Krause, Diogenes Verlag

## Videospiele
- 2018: 11-11 Memories Retold,[12] Entwickler: Digixart Entertainment, Publisher: Bandai Namco, als Sprecher

## Auszeichnungen und Nominierungen
- 1991: Förderpreis der Akademie der Künste Berlin
- 2001: Nominierung für den Deutschen Fernsehpreis als bester Schauspieler in einer Nebenrolle in Der Tunnel
- 2002:
  - Adolf-Grimme-Preis für seine Darstellung des Richard Oetker in Der Tanz mit dem Teufel
  - Bayerischer Fernsehpreis Der blaue Panther für seine Darstellung des Klaus Mann in Die Manns – Ein Jahrhundertroman
  - Adolf-Grimme-Preis für seine Darstellung des Klaus Mann in Die Manns – Ein Jahrhundertroman
  - Jupiter Award als Bester TV-Darsteller Deutschland für seine Darstellung des Richard Oetker in Der Tanz mit dem Teufel
- 2003:
  - Nominierung als bester deutscher Schauspieler für die Goldene Kamera für seine Rolle in Napoleon
  - DIVA-Award (Deutscher Entertainment Preis)
- 2004:
  - Nominierung für den Deutschen Fernsehpreis als bester Schauspieler in einer Hauptrolle in Stauffenberg
  - Auszeichnung mit dem Goldenen Gong für seine Darstellung in Stauffenberg
- 2005:
  - Deutscher Fernsehpreis für die beste Hauptrolle in Speer und Er
  - Bayerischer Fernsehpreis für seine Darstellung des Albert Speer in Speer und Er
  - Mann des Jahres 2005 der Zeitschrift GQ (Condé Nast Verlag)
- 2006:
  - Bambi als Bester Schauspieler national 2006
  - Die Quadriga für Das Leben der Anderen (zusammen mit Ulrich Mühe und dem Regisseur des Films, Florian Henckel von Donnersmarck)
- 2007: Globo d'Oro als Bester Europäischer Schauspieler (Italien)
- 2010:
  - Nominierung als bester männlicher Schauspieler für den International Emmy Award
  - Nominierung als beliebtester Schauspieler für den österreichischen Film- und Fernsehpreis Romy für seine Darstellung in Der Seewolf[13]
- 2013: Nominierung als Best Supporting Actor (Muzský herecký výkon ve vedlejsí roli) für den Czech Lion für In the Shadow (Ve stínu)
- 2015: Nominierung als beliebtester Schauspieler Kino/TV-Film für den österreichischen Film- und Fernsehpreis Romy für seine Darstellung in Eine Liebe für den Frieden – Bertha von Suttner und Alfred Nobel
- 2016:
  - Darstellerpreis des Günter-Rohrbach-Filmpreises für seine Rolle in Nebel im August
  - Nominierung für den Screen Actors Guild Award in der Kategorie „Bestes Schauspielensemble in einer Dramaserie“ für Homeland[14]
- 2018: Bambi als Bester Schauspieler national 2018
- 2019: Nominierung als bester Schauspieler für den österreichischen Film- und Fernsehpreis Romy für seine Darstellung in Werk ohne Autor
- 2021: Braunschweig International Film Festival – Schauspielpreis Die Europa[15][16]